# Lennart Björkquist
Lennart Björkquist, född 9 november 1899 i Gideå församling i Ångermanland, död 31 januari 1974 i Uppsala, var en svensk museiman.

## Biografi
Björkquist var son till kontraktsprosten Jonas Erik Björkquist och Anna Sofia Clementine Aurén samt bror till biskop Manfred Björkquist. Han blev filosofie kandidat 1925, filosofie licentiat 1937 och filosofie doktor 1941 vid Uppsala universitet. Han blev amanuens på Norrlands kulturhistoriska museum i Härnösand 1928, på Jämtlands läns museum (Jamtli) i Östersund 1932 samt var intendent och sekreterare i föreningen Heimbygda, chef för Jämtlands läns museum och landsantikvarie i Jämtlands län 1945–1967 och intendent för Jämtlands läns konstförening 1946–1967.
Björkquist var ordförande i Humanistiska föreningen i Östersund 1947–1958, i Heimbygdas spelmansförbund 1948–1967, styrelseledamot i Svenska museimannaföreningen 1939–1950, i Jämtlands läns fornskriftssällskap, Jämtlands och Härjedalens folkminnessällskap samt Jämtlands läns bildningsförbund 1942–1954, i Jämtlands läns föreläsningsförbund 1942–1950, i Östersunds arbetarinstitut (föreståndare 1942–1950), ledamot av naturvårdsrådet i Jämtlands län till 1967 samt redaktör för tidskrifterna Jämten och Fornvårdaren 1945–1966. 
Under Björkquists tid blev Jamtli mycket populärt, bland annat tack vare de så kallade Jamtlikvällarna (1953–1979). Han skrev artiklar och böcker om kulturhistoriska ämnen, som till exempel doktorsavhandlingen Jämtlands folkliga kvinnodräkter (1941).